# 1852 Carpenter
Carpenter (asteróide 1852) é um asteróide da cintura principal com um diâmetro de 22,89 quilómetros, a 2,819681 UA. Possui uma excentricidade de 0,0643891 e um período orbital de 1 910,96 dias (5,23 anos).
Carpenter tem uma velocidade orbital média de 17,15696269 km/s e uma inclinação de 11,20571º.